# 830-ті
Раннє Середньовіччя •  Епоха вікінгів •  Золота доба ісламу •  Реконкіста

## Геополітична ситуація
У Східній Римській імперії правив Феофіл. Франкське королівство очолював імператор Людовик Благочестивий. Північна частина Апеннінського півострова належала Каролінзькій імперії, Папа Римський управляв Римською областю, на південь від неї існувало кілька незалежних герцогств, Візантія зберігала за собою деякі території на півночі та півдні Італії. Більшу частину Піренейського півострова займав Кордовський емірат, на північному заході лежало християнське королівство Астурія, Іспанська марка була буферною зоною між Каролінзькою імперією та Аль-Андалусом. Вессекс підкорив собі більшу частину Англії. Існували слов'янські держави Перше Болгарське царство, Моравське князівство та Нітранське князівство, з 833 Велика Моравія, та Блатенське князівство.
В арабському халіфаті тривало правління Аббасидів, в Магрибі та Іспанії існували незалежні мусульманські держави. У Китаї тривало правління династії Тан. Буддійська держави Пала охоплювала значну частину Індії. В Японії тривав період Хей'ан. У степах між Азовським морем та Аралом існував Хазарський каганат. Єнісейські киргизи знищили Уйгурський каганат.
На території лісостепової України в IX столітті літописці згадують слов'янські племена білих хорватів, бужан, волинян, деревлян, дулібів, полян, сіверян, тиверців, уличів. У Північному Причорномор'ї співіснують різні кочові племена, зокрема булгари, хозари, алани, авари, тюрки, угри, кримські готи. Херсонес Таврійський належить Візантії.

## Події
- 833 року Аббасидський халіфат після смерті аль-Мамуна очолив аль-Мутасім. 836 року він переніс столицю свого правління в Самарру.
- Аббасидські халіфи придушили повстання під проводом Бабека.
- У Візантії 832 року василевс Феофіл видав едикт, який забороняв ікони.
- У Каролінзькій імперії 833 року сини Людовика Благочестивого змістили батька з трону й змусили публічно покаятися, однак відсутність згоди між самими синами призвела до того, що імператор повернувся на трон. 840 року Людовик Благочестивий помер. Імперію очолив його син Лотар I, почалася боротьба за владу між ним та братами Людовиком і Карлом.
- Скориставшись зі смути в імперії Каролінгів, з-під контролю франків вийшла Памплона (майбутнє королівство Наварра).
- 833 року Моравське князівство підкорило собі Нітранське князівство, й утворилася Велика Моравія.
- 839 року утворилася інша слов'янська держава — Блатенське князівство.
- Норманські напади на Західну Європу. Вікінги заснували Дублін, завдали поразки піктам у Шотландії, висадилися в Англії.
- Араби й далі вчиняли напади з моря на прибережні міста Італії і Франції.
- У Венеції побудовано Собор святого Марка, в якому зберігалися мощі святого, вивезені контрабандою з Александрії. Венеція почала карбувати власну монету.
- Бертинські аннали вперше згадують Русь у зв'язку з посольством Візантії до Франкського королівства 839 року.